# Морской монах (рыба)
Морской монах (лат. Erilepis zonifer) — вид глубоководных промысловых рыб из семейства аноплопомовых, единственный представитель рода Erilepis.
Распространены в северной части Тихого океана от Японии до Берингова моря и далее на юг вдоль побережья Северной Америки до залива Монтерей (Калифорния).

## Описание
Максимальная длина тела 183 см, масса — 91 кг.
В 2018 г., в ходе промысловой экспедиции на Гавайский хребет, экипаж российского судна "Восток-7" (АО "Р/К "Восток-1") поймал, возможно, самого большого в истории морского монаха. Длина выловленного экземпляра составила 201 см., вес около 100 кг, а рекорд был зафиксирован ТИНРО-Центром.